# Dorcopsis
A bozótkenguruk (Dorcopsis) a Diprotodontia rendhez, ezen belül a kengurufélék (Macropodidae) családjához tartozó nem.

## Rendszerezés
A nembe a következő négy faj tartozik:
- Fekete bozótkenguru (Dorcopsis atrata) (Van Deusen, 1957)
- Sávos bozótkenguru (Dorcopsis hageni) (Heller, 1897)
- Szürke bozótkenguru (Dorcopsis luctuosa) (D'Albertis, 1874)
- Barna bozótkenguru (Dorcopsis muelleri) (Lesson, 1827)